# Alena Dzikawicka
Alena Michajłauna Dzikawicka (biał. Алена Міхайлаўна Дзікавіцкая, ros. Елена Михайловна Диковицкая, Jelena Michajłowna Dikowicka; ur. 3 grudnia 1960 w Orszy) – białoruska pedagog i psycholog dziecięca, polityk; w latach 2008–2012 deputowana do Izby Reprezentantów Zgromadzenia Narodowego Republiki Białorusi IV kadencji.

## Życiorys
Urodziła się 3 grudnia 1960 roku w mieście Orsza, w obwodzie witebskim Białoruskiej SRR, ZSRR. Ukończyła Białoruski Państwowy Uniwersytet Pedagogiczny im. Maksima Tanka ze specjalnością „pedagogika i psychologia przedszkolna” oraz Republikański Instytut Podwyższenia Kwalifikacji i Przekwalifikowania Pracowników Ministerstwa Pracy i Bezpieczeństwa Publicznego Republiki Białorusi, uzyskując wykształcenie ekonomisty menedżera. Pracowała jako statystka Borysowskiego Komitetu Miejskiego Leninowskiego Komunistycznego Związku Młodzieży Białorusi, wychowawca w przedszkolu w Borysowie, wychowawca-psycholog przedszkola w mieście Termez w Uzbekistanie, psycholog, dyrektor Centrum Młodzieżowego w mieście Marina Horka, dyrektor Centrum Rodziny i Dzieci, dyrektor Centrum Społecznej Obsługi Ludności rejonu puchowickiego. Była deputowaną do Puchowickiej Rejonowej Rady Deputowanych. Pełniła w niej funkcję przewodniczącej Stałej Komisji ds. Rozwoju Sfery Socjalnej Rejonu Puchowickiego. Stała na czele organizacji społecznej „Białoruski Związek Kobiet” w rejonie puchowickim.
27 października 2008 roku została deputowaną do Izby Reprezentantów Zgromadzenia Narodowego Republiki Białorusi IV kadencji z Puchowickiego Okręgu Wyborczego Nr 73. Pełniła w niej funkcję członkini Stałej Komisji ds. Pracy, Ochrony Socjalnej, Weteranów i Inwalidów. Od 13 listopada 2008 roku była członkinią Narodowej Grupy Republiki Białorusi w Unii Międzyparlamentarnej. Jej kadencja w Izbie Reprezentantów zakończyła się 18 października 2012 roku.

## Życie prywatne
Jest mężatką, ma dwie córki.

## Odznaczenia
- Dyplom Ministerstwa Pracy i Ochrony Socjalnej Republiki Białorusi;
- Gramota Pochwalna Zgromadzenia Narodowego Republiki Białorusi[1].